# Medal of Honor: Breakthrough
Medal of Honor: Breakthrough è la seconda espansione del videogioco Medal of Honor: Allied Assault.
Il teatro delle operazioni è in Tunisia prima e in Italia dopo.
Questa espansione come la precedente Medal of Honor: Spearhead introduce nuove armi e nuovi scenari.
Ulteriore novità è la presenza di un nuovo esercito contro cui combattere (quello italiano), i cui soldati sono riconoscibili dai tedeschi sia per il doppiaggio che per le uniformi (verdi con elmo leggero quelle italiane mentre grigie e con elmo pesante quelle tedesche).

## Trama
Medal of Honor Breakthrough, seguendo la linea dell'espansione precedente, si allontana sempre di più dall'interesse di fornire precisi dettagli storiografici, e di essere storicamente accurato. Ogni campagna è introdotta da un famoso discorso di Churchill.

### Campagna 1: Tunisia
Nella prima campagna, ambientata completamente in Tunisia, durante l'Operazione Torch, passeremo dalle battaglie difensive sul passo di Kasserine a operazioni di infiltrazione in una base navale nei pressi di Biserta.

### Campagna 2: Sicilia
Nella seconda campagna, inerente all'Sbarco in Sicilia, parteciperemo a operazioni di sabotaggio principalmente notturne a fianco di soldati inglesi o paracadutisti americani. La prima parte della campagna ci trova abbattuti sul territorio siciliano, con l'obiettivo di distruggere i cannoni antiaerei; passeremo quindi al sabotaggio degli aerei all'Aeroporto di Biscari-Santo Pietro territorio di Caltagirone, e alla difesa di Gela da un attacco di carri armati.

### Campagna 3: Italia
La prima parte della campagna ci vedrà impiegati nella città di Cassino, nel tentativo di recuperare alcuni soldati rimasti isolati o catturati dopo l'ultimo attacco alla collina. Nella parte centrale saremo impiegati ad Anzio, nel tentativo di distruggere alcuni cannoni ferroviari. Nella parte conclusiva del gioco, parteciperemo ai combattimenti conclusivi per Monte Battaglia, una delle fasi finali della campagna d'Italia.